# Fredrik Skavlan
Fredrik Skavlan, född 2 september 1966 i Oslo, är en norsk programledare, skribent, skämttecknare och illustratör.

## Biografi

### Karriär
Fredrik Skavlan föddes i Oslo som yngst av fyra syskon. Han inledde sin karriär 1987 på de norska tidningarna Morgenbladet, Aftenposten och Dagbladet. I tio år arbetade han som journalist, kommentator och skämttecknare.
1996 blev han anlitad av det norska statliga TV-bolaget NRK som programledare för talkshowen Absolutt. Men Skavlan blev främst känd som programledare för talkshowen Først og sist som började sändas 1998. Det sändes under 17 säsonger och gjorde succé i Norge, där det 2002 belönades med det norska TV-priset Gullruten. Programmet har även repriserats i svensk tv.
För svenska folket är han mest känd som programledare för Skavlan, en talkshow i samproduktion mellan NRK och SVT som även den gjort succé. I Sverige började programmet sändas 2009 och Fredrik Skavlan belönades som "bästa manliga programledare" med Kristallen samma år och Gullruten 2010. Programmet fick även pris som "bästa underhållningsprogram" vid samma Kristallengala.
Skavlan har dessutom illustrerat flera böcker för vuxna och barn, bland annat i samarbete med författaren Unni Lindell.

### Privatliv
Sedan 2006 har Skavlan ett förhållande med skådespelaren Maria Bonnevie och tillsammans har de tre barn. Han har även tre barn från ett tidigare förhållande. Han är bosatt i Oslo och Stockholm. Han är farbror till fotomodellen, skådespelaren och programledaren Jenny Skavlan.